# 2298 Cindijon
A 2298 Cindijon (ideiglenes jelöléssel A915 TA) a Naprendszer kisbolygóövében található aszteroida. Max Wolf fedezte fel 1915. október 2-án.